# Westfront
Westfront (Westfront 1918) è un film tedesco del 1930 diretto da Georg Wilhelm Pabst, tratto dal romanzo Quattro fanti (Vier von der Infanterie) di Ernst Johannsen. Primo film sonoro di Pabst, rappresenta con stile realista orrore e disperazione sul fronte occidentale tedesco negli ultimi mesi della prima guerra mondiale. Nell'aprile 1933 la censura nazista ne proibì la proiezione.

## Trama

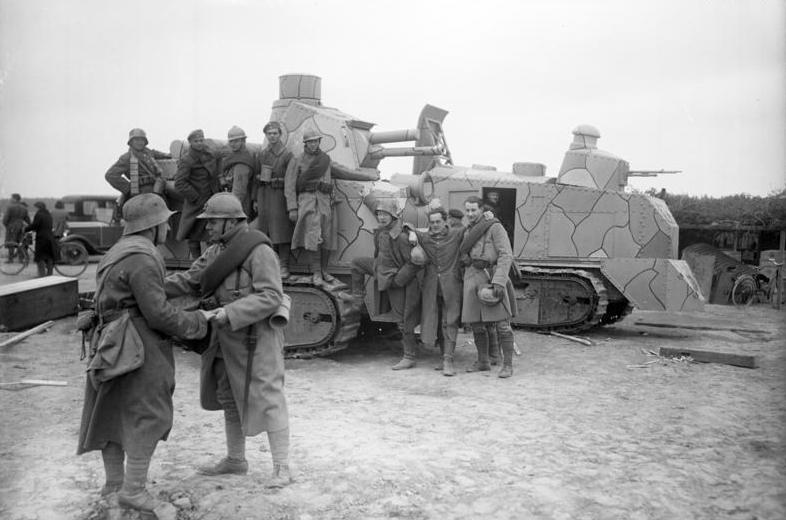
Una foto delle riprese

La trama non presenta un andamento unitario e l'intento narrativo del regista è ridotto al minimo: ciò che conta, infatti, per Pabst è la descrizione, con uno stile asciutto ed essenziale, di singoli episodi che, accumulandosi nell'animo dello spettatore, generino un senso di orrore e di repulsione per la guerra.
Il film racconta come nell'ultimo anno della prima guerra mondiale, nei giorni ormai prossimi alla fine, arrivi nelle trincee tedesche della prima linea sul fronte francese un giovane soldato che diviene amico di tre veterani che, impietositi della sua inesperienza e ingenuità, lo accolgono cameratescamente e cercano di proteggerlo.
Davanti agli occhi del giovane la guerra si manifesta crudamente in tutta la sua follia: gli uomini sepolti vivi dai bombardamenti, la terribile notte passata in una buca del terreno sconvolto dalle cannonate assieme a un soldato francese agonizzante, i soldati ammassati nelle trincee dove il fango si mescola al sangue dei feriti, un ufficiale impazzito che urla fuori dalla trincea, l'attacco dei carri armati che stritolano i corpi, i feriti moribondi accatastati in una chiesa trasformata in ospedale. «In quest'ultima scena, - osserva il filosofo Siegfried Kracauer - Pabst mise disperatamente l'accento sugli orrori della guerra, ma anche sulla sua inutilità e stupidità»
Ma la follia della guerra si ripercuote anche nelle retrovie, nelle città dove alla rovina fisica si accompagna anche una disgregazione sociale e morale come quella che incontra Karl, uno dei quattro soldati, che, finalmente tornato a casa in licenza, scopre il tradimento della moglie. Se ne tornerà in trincea dove sa di trovare ancora il più sicuro affetto dei camerati.

## Critica
Il realismo del film è così intensamente rappresentato che acquista un significato simbolico metafisico come le frequenti inquadrature del filo spinato su cui si infrangono le vite dei soldati all'attacco che non sono un elemento casuale, come accade in altri film di guerra, ma «dominano lo spazio dell'esistenza e dell'inquadratura». È come se la corona di spine che cinge la fronte di Cristo morente circondi ora la passione dei soldati.

L'ufficiale impazzito

Anche il suono in presa diretta, quasi più dei dialoghi, acquista una valenza realistica: «non sono i combattimenti in sé a tenere banco ma i loro riflessi sensibili, i loro echi sonori che fungono anche da tramite per il passaggio da una sequenza all'altra.»
La breve ed intensa storia d'amore tra il soldato tedesco e la ragazza francese, la sequenza finale dell'affratellamento nel comune dolore tra il fante tedesco e quello francese rispondono in Pabst a un internazionalismo umanitario che da certi critici è stato negativamente giudicato nella resa dai toni tali che «forse per troppa intensità di sdegno o per soverchio impeto predicatorio...[il film] risulta disutile e schematico» o anche disunito «tra il prestigio tecnico del cineasta e la povertà interiore del contenuto.».
Il film «frammentario, procede a singhiozzo per quadri o episodi di genere, ora mirabili - specialmente nei paesaggi e nei totali di guerra - ora penosi per patetismo, retorica, luoghi comuni.»
Si è inoltre rimproverato a Westfront 1918 la visione di una guerra presentata nella sua incomprensibile follia senza neppure un accenno alle cause che l'avevano determinata così che il film è attraversato ad un cupo pessimismo dove la guerra è una fatalità senza speranza.
D'altra parte per Kracauer la funzione del film di Pabst «è quella di mantenere vivo il ricordo della guerra...una generazione è giunta all'età adulta senza conoscere direttamente quegli anni. È poco verosimile che questa visione le serva di monito...ma ciò che conta qui è il sapere non gli scopi che vi sono legati.»

## La Nuova oggettività
Il realismo descrittivo di Pabst risale alla sua adesione al movimento della Neue Sachlickeit (Nuova Oggettività) del cinema tedesco degli anni dal 1924 al 1929 poco prima dell'avvento del sonoro. La Nuova Oggettività si proponeva, in contrapposizione alla precedente corrente espressionista che esaltava all'eccesso il reale deformandolo, di descrivere la realtà oggettivamente evitando di farsi sentimentalmente coinvolgere nella sua rappresentazione.
In ottemperanza a questi canoni estetici, che in seguito saranno quelli propri del neorealismo italiano, nell'opera di Pabst la fotografia, senza il concorso dei riflettori, si avvale della luce naturale, le scenografie artificiali sono sostituite dagli ambienti esistenti, la musica di sottofondo viene cambiata con una colonna sonora costituita dai rumori dell'ambiente e dal dialogo degli attori, il montaggio è ridotto al minimo e sostituito dai movimenti della macchina da presa. Tutto questo fa sì che allo spettatore sembri di assistere più a un documentario che a un film vero e proprio.